# Stellantis Europe
Stellantis Europe S.p.A., раніше відома як Fiat Group Automobiles S.p.A. з 2007 по 2014 рік і FCA Italy S.p.A. з 2014 по 2023 рік ― італійська дочірня компанія транснаціонального автовиробника Stellantis, яка займається виробництвом і продажем легкових і легких комерційних автомобілів, зі штаб-квартирою в Турині, Італія.

## Історія
У січні 1979 року виробнича діяльність Fiat SpA була виділена в нову дочірню компанію «Fiat Auto SpA» в рамках поточного процесу децентралізації в Fiat.  Вітторіо Гіделла був призначений генеральним директором.
«Fiat Group Automobiles SpA» була створена 1 лютого 2007 року з Fiat Auto SpA.
Одночасно чотири підрозділи Fiat Auto (Fiat, Alfa Romeo, Lancia та Fiat Veicoli Commerciali) були об’єднані в чотири Società per azioni, усі на 100 відсотків контролювалися Fiat Group Automobiles. Колишні директори брендів стали генеральними директорами нових товариств, а співробітники та виробничі потужності залишилися під Fiat Group Automobiles.
У той же час бренд Abarth був перезапущений як Abarth & CSpA, п’яте незалежне товариство, яке знову на 100 відсотків належить Fiat Group Automobiles.
15 грудня 2014 року Fiat Group Automobiles SpA змінила назву на «FCA Italy SpA» після реорганізації в Fiat Chrysler Automobiles; про зміну назви було оголошено пресі наступного дня.
Maserati і Ferrari не знаходяться під контролем FCA Італії. Maserati безпосередньо належить Stellantis, тоді як Ferrari відокремилася від FCA у 2015 році.
16 січня 2021 року операції Fiat Chrysler Automobiles і Groupe PSA були об’єднані в Stellantis, а в червні 2023 року компанія була перейменована на Stellantis Europe SpA.

## Підрозділи
- Abarth & C. S.p.A.
- Alfa Romeo Automobiles S.p.A.
- Fiat Automobiles S.p.A.
- Fiat Professional S.p.A.
- Lancia Automobiles S.p.A.